# Ermita de Nuestra Señora de Bonanza (Sanlúcar de Barrameda)
La ermita de Nuestra Señora de Bonanza fue un templo católico situado en el municipio español de Sanlúcar de Barrameda, en la andaluza provincia de Cádiz. Su antigua ubicación forma parte del Conjunto histórico-artístico y de la Ciudad-convento de Sanlúcar de Barrameda.
Fue construida en 1503 por el albañil Diego Martín a instancias del III duque de Medina Sidonia, en el puerto de Barrameda, a poca distancia del monasterio de Nuestra Señora del mismo nombre. Velázquez-Gaztelu desmiente a José Veitia Linaje quien, en su Norte de la Contratación de las Indias Occidentales (1672), dice que la ermita fue fundada por la Casa de Contratación. Velázquez-Gaztelu argumenta que la existencia en la ermita de una capellanía fundada por la Casa de Contratación y servida por los monjes de Barrameda, pudo confundir a Veitia sobre la fundación del templo.